# Nothoasteia platycephala
Nothoasteia platycephala är en tvåvingeart som beskrevs av Malloch 1936. Nothoasteia platycephala ingår i släktet Nothoasteia och familjen Neurochaetidae. Inga underarter finns listade i Catalogue of Life.